# Zbyszko Chojnicki
Zbyszko Stanisław Chojnicki (ur. 8 maja 1928 w Tokarzewie, zm. 5 czerwca 2015 w Poznaniu) – polski geograf, profesor nauk przyrodniczych (1972), specjalista geografii społeczno-ekonomicznej i metodologii geografii, twórca poznańskiej szkoły geograficznej.

## Życiorys
Uczył się w Gimnazjum im. Józefa Piłsudskiego w Ostrowie Wielkopolskim. Studiował na Wydziale Prawa (ukończył w 1950) i Wydziale Filozoficzno-Historycznym (ukończył w 1952) Uniwersytetu Poznańskiego. W 1953 podjął pracę na uczelni poznańskiej (przemianowanej w 1955 na Uniwersytet Adama Mickiewicza), był kolejno asystentem, starszym asystentem, adiunktem, docentem, wreszcie profesorem. W 1960 obronił doktorat, w 1966 habilitował się. Od 1972 był profesorem nadzyczajnym nauk geograficznych, od 1978 profesorem zwyczajnym. Jest uważany za twórcę ilościowej poznańskiej szkoły geograficznej.
Pełnił szereg funkcji na UAM; był m.in. kierownikiem Zakładu Geografii Ekonomicznej, dyrektorem Instytutu Geografii, dyrektorem Instytutu Geografii Społeczno-Ekonomicznej i Planowania Przestrzennego. W latach 1981–1982 sprawował funkcję prorektora ds. nauki. Odbywał staże naukowe na uczelniach amerykańskich – na Uniwersytecie Pensylwanii w Filadelfii i Northwestern University w Evanston (Illinois); wykładał gościnnie także w Wielkiej Brytanii, ZSRR, Austrii, Francji, Kanadzie, USA, Danii i Szwecji.
Redagował wydawnictwo naukowe UAM „Concepts and Methods in Geography”; członek rad naukowych m.in. Instytutu Geografii i Przestrzennego Zagospodarowania PAN w Warszawie (od 1970) i Instytutu Geografii Społeczno-Ekonomicznej i Regionalnej Uniwersytetu Warszawskiego (przewodniczący w latach 1982-1984). Wchodzi w skład Komitetów PAN – Przestrzennego Zagospodarowania Kraju (od 1966) i Nauk Geograficznych (od 1969, przewodniczący od 1990). Organizował wiele konferencji naukowych krajowych i międzynarodowych. Członek m.in. Poznańskiego Towarzystwa Przyjaciół Nauk, należy także do innych organizacji naukowych, w tym zagranicznych.
Opublikował wiele prac z dziedziny geografii społeczno-ekonomicznej. Szczególnie interesuje się rozwojem i stosowaniem metod matematyczno-statystycznych w geografii ekonomicznej, a także metodologią geografii i nauk społecznych. Autor m.in.:
- Analiza przepływów towarowych w Polsce w układzie międzywojewódzkim (1961)
- Badanie przestrzennej struktury społeczno-ekonomicznej Polski metodami czynnikowymi (1978)
- The anatomy of the Crisis of the Polish Economy (1990)

Laureat kilku nagród resortowych, został odznaczony m.in. Krzyżem Kawalerskim i Oficerskim Orderu Odrodzenia Polski i Medalem Komisji Edukacji Narodowej.
Pochowany na cmentarzu naramowickim na Jasnej Roli w Poznaniu.